# Bernhard Rapkay
Bernhard Rapkay (* 8. Januar 1951 in Ludwigsburg) ist ein deutscher Politiker. Er war von 1994 bis 2014 Europaabgeordneter für die SPD in der Sozialdemokratischen Fraktion im EP.
Zu seinen Aufgaben und Zuständigkeiten gehörte seine Mitgliedschaft im Rechtsausschuss und seine Stellvertreterschaft für den Ausschuss für Wirtschaft und Währung. Weiterhin war er Mitglied der Delegation in der Parlamentarischen Versammlung Europa-Lateinamerika sowie in der Delegation im Gemischten Parlamentarischen Ausschuss „EU-Chile“ und Stellvertreter für die Delegation in der Paritätischen Parlamentarischen Versammlung AKP-EU.

## Werdegang
Am Anfang seiner Berufskarriere standen unterschiedliche berufliche Tätigkeiten in der Erwachsenenbildung, der Öffentlichkeitsarbeit und dem Projektmanagement. Im Zeitraum von 1991 bis 1999 hatte er eine größere Menge von SPD-Funktionsämtern inne, beispielsweise war er Mitglied des Bezirksvorstands Westliches Westfalen. Seit 1978 war er Mitglied im Vorstand der SPD Dortmund, von 1991 bis 1999 Vorsitzender.
Seine politische Karriere ging weiter über seine Mitgliedschaft im SPD-Landesvorstand NRW, dem Landespräsidium und als stellvertretender Vorsitzender des SPD-Bundesparteirats. Schließlich wurde er Vorsitzender der SPD-Gruppe im Europäischen Parlament.

## Mitgliedschaften
Rapkay ist Mitglied der Europa-Union Parlamentariergruppe Europäisches Parlament.